# Грасси, Альберто
Альберто Грасси (итал. Alberto Grassi; 7 марта 1995, Брешиа) — итальянский футболист, центральный полузащитник клуба «Эмполи».

## Карьера

### Клубная карьера
Грасси является воспитанником футбольного клуба «Аталанта». В 2011 году он стал выступать за молодёжный состав клуба. В сезоне 2014/15 Грасси был переведён в основной состав. Его дебют в Серии A произошёл 22 ноября 2014 года в матче против «Ромы» (1:2), в котором он на 69-й минуте заменил Даниеле Базелли.
27 января 2016 года Грасси перешёл в итальянский клуб «Наполи», с которым подписал контракт на четыре года. Сумма трансфера составила 8 млн евро.

### Карьера в сборной
В 2011 году Грасси дебютировал в составе сборной Италии среди игроков до 17 лет, сыграл пять матчей квалификации к чемпионату Европы 2012 года, на который итальянцы не сумели попасть. В 2014 году Грасси провёл 3 матча за сборную Италии среди игроков до 19 лет, которая так же не сумела выйти на чемпионат Европы, уступив в элитном раунде квалификации. В 2015 году Грасси дебютировал в молодёжной (среди игроков до 21 года) сборной Италии.